# Comtesse Hortense Steinbock
La comtesse Hortense Steinbock, née Hortense Hulot d'Ervy, est un personnage de La Comédie humaine d'Honoré de Balzac. Fille de la baronne et du baron Hulot d'Ervy, elle épouse le comte Wenceslas Steinbock en 1839.
Wenceslas est l'« amoureux » de sa cousine Élisabeth Fischer, qu'elle se fait un plaisir de lui ravir après lui avoir arraché son secret. Bette Fischer, qui déjà est jalouse de la jeune fille, enrage et jure de se venger. Hortense devait épouser en 1838 le conseiller Lebas, mariage que Célestin Crevel a fait échouer en répandant le bruit que les Hulot d'Ervy sont ruinés et qu'il n'y aura pas de dot.
Pour décider son père à accepter Wenceslas pour gendre, elle le conduit à la boutique où sont exposées ses œuvres, que le baron apprécie beaucoup. Après son mariage, elle s'installe avec Wenceslas rue Saint-Dominique dans un bel hôtel. Mais lorsqu'elle découvre que son mari la trompe, elle quitte le domicile conjugal qu'elle réintègre quand Wenceslas demande son pardon. Son frère Victorin place en son nom l'argent du fidéicommis du maréchal Hulot. Elle finit par habiter chez son frère, avec son fils et sa mère.

Pour les références, voir :